# Samantha Lewthwaite
Samantha Louise Lewthwaite, nota anche come Sherafiyah Lewthwaite o La Vedova Bianca (Banbridge, 5 dicembre 1983), è una terrorista britannica legata ad Al-Shabaab.
La Lewthwaite è la vedova di uno degli attentatori suicidi degli attentati di Londra del 2005, Germaine Lindsay, ed è accusata di aver causato la morte di oltre 400 persone.
Attualmente è una delle presunte terroriste occidentali più ricercate al mondo e l'Interpol ha emesso una Red Notice a suo carico.

## Biografia

### Primi anni di vita
Samantha Lewthwaite nacque a Banbridge, nella contea di Down, da Andrew Lewthwaite ed Elizabeth Christine Allen. Suo padre, un ex soldato dell'esercito britannico che prestò servizio nel 9th/12th Royal Lancers, incontrò Elizabeth Allen mentre era di stanza in Irlanda del Nord negli anni '70. Dopo la sua nascita la famiglia visse per un breve periodo nell'Irlanda del Nord, dove suo padre lavorava come camionista, prima di stabilirsi ad Aylesbury, in Inghilterra. Lì frequentò la scuola media di Elmhurst e la scuola secondaria The Grange ad Aylesbury. Successivamente si iscrisse ad un corso di laurea in politica e religione presso la School of Oriental and African Studies all'Università di Londra, ma abbandonò gli studi.

### Conversione all'Islam
I genitori della Lewthwaite si separarono nel 1994 e gli amici in seguito riferirono che lei era stata "gravemente colpita dalla rottura" e "cercò conforto dai vicini musulmani che credeva avessero una rete familiare più forte". Cresciuta come cristiana, all'età di 17 anni si era convertì all'Islam adottando il nome Sherafiyah.
Samantha Lewthwaite conobbe Germaine Lindsay su Internet e organizzò un incontro con lui alla marcia contro l'imminente guerra in Afghanistan ad Hyde Park, Londra. Successivamente i due si sposarono con rito islamico ad Aylesbury il 30 ottobre 2002, utilizzando i nomi islamici Asmantara e Jamal. I genitori della Lewthwaite, che "non sono mai venuti a patti con la conversione della figlia", si rifiutarono di partecipare alla cerimonia.

### Attentati di Londra
Tre anni dopo, alle 8:50 del 7 luglio 2005, Lindsay si fece esplodere su un treno che viaggiava tra le stazioni della metropolitana di King's Cross e Russell Square, causando la morte di 26 civili. All'epoca la Lewthwaite era incinta di otto mesi del loro secondo figlio, una figlia, al momento della sua morte, e il loro primo figlio, un maschio, aveva 14 mesi. La Lewthwaite denunciò la scomparsa del marito sei giorni dopo l'attentato telefonando a una linea di assistenza istituita per le famiglie delle vittime. Negò di essere a conoscenza degli attacchi e al riguardo disse:
(17 luglio 2005)
In seguito venne messa in custodia protettiva in un "rifugio" della polizia dopo che la sua casa venne data alle fiamme da delle bombe incendiarie subito dopo gli attentati. Durante l'inchiesta sugli attentati, è stato rivelato che la Lewthwaite aveva collaborato con Mohammad Sidique Khan, il capobanda degli attentatori di Londra, prima degli attacchi.

### Articolo del The Sun
Nel settembre del 2005 Samantha Lewthwaite venne ampiamente criticata per aver venduto la sua storia, in cui descriveva se stessa come una vittima e suo marito come un "[convertito] relativamente recente" che era stato "ingannato nelle sue azioni dagli estremisti", al quotidiano scandalistico The Sun per £ 30.000. Il quotidiano britannico The Independent riferì che il racconto della Lewthwaite era in conflitto con le prove della sorella di Lindsay secondo cui lui si era effettivamente convertito all'Islam all'età di 15 anni, e affermò che le famiglie delle vittime "non erano convinte del suo ritratto dell'attentatore", mentre i suoi "tentativi di condividere la colpa con altri oscurato l'omicidio di pendolari innocenti". Il The Yorkshire Post dichiarò: "Per ottime e ovvie ragioni, esiste una legge contro qualsiasi criminale che trae profitto dalle sue attività illegali vendendo la sua storia a un giornale. E sebbene la lettera della legge non sia stata infranta in questa occasione, la signora Lewthwaite non è un criminale: il suo spirito è stato chiaramente violato."

### Post attentati
Il Daily Telegraph riferì nel settembre del 2013 che successivamente si credeva che la Lewthwaite avesse incontrato e sposato Habib Saleh Ghani, nato a Hounslow, Londra nel 1985. Ghani, noto anche come Abu Usama al-Pakistani, si trasferì per la prima volta in Kenya nel 2007, nazione natale della madre, mentre suo padre emigrò in Gran Bretagna dal Pakistan. Ghani era un contemporaneo di Asif Mohammed Hanif all'Hounslow Jamia Masjid e al Centro Islamico. Hanif uccise se stesso e altri tre al "Mike's Place", un bar di Tel Aviv, nell'aprile 2003, dopo essere stato probabilmente reclutato da Hamas a Damasco, in Siria. Samantha Lewthwaite diede alla luce un terzo figlio nel 2009, ma il nome del padre non venne riportato sul certificato di nascita. Si dice che successivamente fosse trasferita nel nord dell'Inghilterra, per poi scomparire definitivamente con i propri figli. Alcune ipotesi la posizionavano in Tanzania o Somalia.
Un successivo rapporto del quotidiano The Telegraph mise in dubbio il matrimonio con Ghani. Citando la polizia antiterrorismo del Kenya, il giornale affermava nell'ottobre 2013 che non esisteva "nessuna relazione romantica tra i due", ma che erano collegati tramite i loro "compagni nella stessa cellula di Mombasa, che intendeva far esplodere delle bombe a dicembre 2011". Nel maggio 2014, il Daily Mirror riferì che la Lewthwaite aveva sposato Hassan Maalim Ibrahim, un comandante anziano del gruppo militante Al-Shabaab.

## Al-Shabaab

### Falso passaporto
Nel febbraio del 2012 la sezione antiterrorismo della polizia di Nairobi emise un mandato d'arresto nei confronti di una donna bianca che utilizzava il falso nome di Natalie Faye Webb. La polizia era a conoscenza che la donna aveva utilizzato un falso passaporto sudafricano ottenuto in modo fraudolento. Dopo aver collaborato con Scotland Yard, dichiararono che la donna utilizzava almeno tre identità separate che includevano la sua vera identità, Samantha Lewthwaite, ed era accompagnata da tre figli. La donna era ricercata per legami con una cellula terroristica di Al-Shabaab che stava pianificando attacchi in Kenya come rappresaglia per le operazioni antiterrorismo condotte in Somalia. La fotografia della donna sul passaporto aveva "una forte somiglianza con Samantha Lewthwaite".
La polizia disse al riguardo: "Crediamo che non sia un pesce piccolo. È tra i numerosi cittadini britannici di cui i nostri servizi segreti sono a conoscenza in relazione ai piani dei terroristi di attaccarci". La donna era entrata in Kenya nel novembre del 2011 utilizzando il passaporto e poi si unì agli altri membri della cellula di Mombasa. Si scoprì che la vera Natalie Webb era un'infermiera inglese che viveva nelle contee d'origine e che era stata vittima di un furto di identità. Una "grande squadra" di investigatori dell'SO15, il comando antiterrorismo del servizio di polizia metropolitana, si recò a Nairobi per assistere nelle indagini la polizia keniota. In quel periodo vennero lanciati tentativi per localizzare la Lewthwaite in Gran Bretagna.
La polizia inizialmente disse che non poteva confermare che la donna fosse effettivamente la Lewthwaite "a meno che e finché non fosse stata catturata" e disse: "Samantha Lewthwaite è uno dei nomi nei nostri archivi. Aveva tre figli con lei. Era collegata al gruppo terroristico." Il padre della Lewthwaite di: "Non posso credere che sia coinvolta in qualcosa del genere e sia lì con i bambini. Non abbiamo alcun contatto con lei da un po' di tempo, non le parlo da molto tempo. Non lo so. Non so se è in questo paese o dove si trova. Ha molti amici al nord ma non ha molto a che fare con noi. Non so nemmeno il nome del suo ultimo figlio."
Alfred Mutua, portavoce del governo keniota e segretario per le comunicazioni pubbliche, dichiarò: "Crediamo che sia una collaboratrice dei terroristi. Da quanto sappiamo, lavorava con persone qui, di al-Qaida o al-Shabaab. È una grande simpatizzante di quelle persone. Non aveva intenzione di compiere un attacco, ma ha contribuito a raccogliere fondi, ha aiutato nell'acquisizione di armi, nascondendo persone, trasportando persone, quel genere di cose."
Dall'esame del passaporto recuperato emerse che la donna era entrata per la prima volta in Kenya dalla Tanzania il 26 febbraio 2011, rientrò il 25 agosto 2011 e nuovamente il 21 novembre 2011. Essa venne posta sotto sorveglianza dalla polizia keniota dopo essersi trasferita in un appartamento a Mombasa appartenente all'ex moglie del finanziere terrorista Musa Hussein Abdi. Abdi era stato ucciso insieme a Fazul Abdullah Mohammed, il leader di Al-Qaeda nell'Africa orientale, dalle forze armate somale vicino a Mogadiscio, in Somalia, nel giugno del 2011, e si credeva che fosse una persona chiave nel finanziamento di Al-Shabaab.

### Collegamenti con Johannesburg
In seguito alla rinnovata pubblicità sulle attività della Lewthwaite nel 2013, Naledi Pandor, ministro degli Affari interni sudafricano, rilasciò una dichiarazione in cui affermava che il passaporto era stato "acquisito in modo fraudolento" utilizzando documenti di registrazione della nascita a nome di Natalie Faye Webb, ed era stato rilasciato da l'agenzia passaporti di Durban. Pandor affermò di aver stabilito che la Lewthwaite era entrata per la prima volta in Sudafrica nel luglio del 2008 e che aveva viaggiato dentro e fuori dal paese in diverse occasioni. Il suo passaporto era stato cancellato e aggiunto a una "lista di stop" nel 2011.
Ulteriori indagini rivelarono che la Lewthwaite, utilizzando l'identità di Natalie Webb, aveva lavorato come specialista IT in una fabbrica di carne ḥalāl a Lenasia, Johannesburg, e aveva vissuto in proprietà in affitto nei sobborghi di Mayfair e Bromhof di Johannesburg. I registri di credito mostrarono che Samantha Lewthwaite aveva accomulato una serie di debiti non pagati da prestiti bancari, carte di credito e conti di negozi di abbigliamento in Sudafrica, tra cui ventottomila rand dovuti alla First Rand Bank e trantamila rand alla Standard Bank.
Samantha Lewthwaite diede alla luce il suo quarto figlio, una femmina, in un centro parto privato a Johannesburg nel luglio del 2010. Il Daily Telegraph riferì di essersi registrata presso la clinica alla fine della gravidanza e sotto il nome di Asmaa Shahidah Bint-Andrews. La Lewthwaite partorì dopo aver frequentato quattro appuntamenti prenatali. Gli investigatori dell'antiterrorismo dissero al giornale che si ritiene che il padre del bambino sia Abdi Wahid, un ex ufficiale della marina keniota che disertò per aderire ad al-Shabaab.

### Arresto di Jermaine Grant
Nel dicembre del 2011, la polizia keniota fece irruzione in una proprietà a Mombasa e arrestò Jermaine Grant, noto anche come Ali Mohammed Ibrahim, un musulmano britannico di Newham di 29 anni convertito all'islam di origine giamaicana. Grant, che utilizzava un passaporto canadese contraffatto a nome di Peter Joseph, fu accusato di possesso di materiale per fabbricare bombe e di preparazione a commettere un crimine. Nel gennaio del 2012, la polizia fece un'ulteriore irruzione nell'appartamento in cui alloggiava la donna conosciuta come Natalie Webb, ma lei era già fuggita. Si credeva che la cellula terroristica stesse pianificando attacchi contro hotel e turisti a Mombasa durante il Natale 2011. Interrogato dalla polizia, Grant identificò la donna come il leader della cellula e confermò che si trattava di Samantha Lewthwaite.
La polizia keniota rivelò che Grant era già noto a loro dopo essere stato arrestato nel campo profughi di Dadaab, nel nord del Kenya, nel 2008 mentre tentava di recarsi in Somalia travestito da donna che indossava un burqa. Lui e altri due uomini, anche loro con indosso il burqa, stavano presumibilmente viaggiando per incontrare un leader di Al-Qaeda. Sei ore dopo il loro arresto, un gruppo di 20 combattenti di Al-Shabaab liberò tutti e tre gli uomini dopo aver fatto irruzione nella centrale di polizia di Dadajbula dove erano trattenuti. Si ritiene che uno degli altri due uomini fosse Saleh Ali Saleh Nabhan, poi ucciso dai Navy SEAL statunitensi durante l'operazione Celestial Balance, un attacco contro un campo di addestramento di Al-Qaeda in Somalia nel 2009. Una donna che era con il gruppo al momento del loro arresto, ma non venne fermata, venne successivamente identificata dalla polizia keniota come la Lewthwaite.

### Conferma dell'identità
Nel marzo del 2012, venne rivelato che la CIA si era unita alla ricerca della Lewthwaite insieme a Habib Saleh Ghani che era fuggito nello stesso momento. I due venne identificati da delle fotografie ottenute mentre affittavano una proprietà vicino all'esclusivo Mombasa Serena Beach Hotel e al Sarova Whitesands Beach Resort, controllate dalla polizia siccome sospettavano che avessero intenzione di prendere di mira. Ghani stava usando un passaporto mozambicano contraffatto a nome di Marco Costa e disse al proprietario dell'abitazione che la Lewthwaite era sua moglie. Un vicino descrisse 'la donna bianca' come una molto riservata, che andava molto in moschea e che non permetteva ai suoi figli di frequentare la scuola. Quando la polizia perquisì la proprietà trovò un computer portatile, riviste per un fucile d'assalto AK-47, 100 colpi di munizioni, detonatori e una fotografia della Lewthwaite. I rapporti iniziali indicarono che il computer era stato distrutto e il suo disco rigido rimosso, ma i rapporti successivi sul contenuto del portatile sembravano contraddire ciò.
La polizia disse di non avere dubbi sull'identità della donna ricercata e che sarebbe iniziata una caccia all'uomo di massa. Dissero anche che la Lewthwaite era pericolosa e che era stata rilasciata la sua fotografia a tutti i posti di frontiera. Le prove delle impronte digitali recuperate a Mombasa furono inviate a Scotland Yard e fu confermato che corrispondevano a quelle di Samantha Lewthwaite. La polizia keniota comunicò che le impronte digitali inviate agli investigatori britannici erano state confermate appartenere alla "Vedova Bianca".
Il Foreign and Commonwealth Office britannico avvertì comunicando che, secondo loro, i terroristi potrebbero essere nelle fasi finali della pianificazione degli attacchi. Gli attacchi potrebbero essere indiscriminati e colpire le istituzioni keniane così come i luoghi in cui si riuniscono espatriati e viaggiatori stranieri, come hotel, centri commerciali e spiagge.
Secondo quanto riferito, Ghani sarebbe stato ucciso ad al-Baate, nel sud della Somalia, nel settembre del 2013 a seguito di una faida interna all'organizzazione. Ghani e il jihadista americano Abu Mansoor Al-Amriki sono stati uccisi a colpi di arma da fuoco da combattenti di Al-Shabaab che avevano rintracciato e ucciso alleati e sostenitori di Sheikh Hassan Dahir Aweys, che si era separato da Al-Shabaab nel giugno del 2013. Al-Amriki era sulla lista dei terroristi più ricercati dall'FBI con una taglia di 5 milioni di dollari offerta per informazioni che portassero alla sua cattura. Gli omicidi sarebbero stati ordinati dal capo di Al-Shabaab, Moktar Ali Zubeyr.
Nel settembre del 2013 il Mossad comunicò alla polizia sudafricana che Samantha Lewthwaite era stata individuata a Pretoria nel quartiere Acadia, caratterizzato dalla presenza di un gran numero di ambasciate estere. La polizia non riuscì ad arrestarla in quanto fuggì prima della cattura.
Nell'ottobre del 2013 emersero segnalazioni riguardanti il contenuto di un computer poratile e di una chiavetta USB utilizzati dalla Lewthwaite e successivamente recuperati a Mombasa dalla polizia keniota. Un'indagine di Sky News suggerì che avesse utilizzato il computer per ricercare informazioni sulla fabbricazione di bombe, nonché consigli su capelli e bellezza. Tra i duemila file sull'hardware c'era un documento scaricato intitolato "The Mujahideen Explosives Handbook" e "Ode to Osama", una poesia presumibilmente scritta dalla Lewthwaite che rende omaggio al fondatore di al-Qaeda, Osama bin Laden.

### Mandato d'arresto
Il 4 gennaio 2012, le autorità keniane emisero un mandato d'arresto nei confronti di Samantha Louise Lewthwaite per rispondere alle accuse di possesso di materiale per fabbricare bombe e di cospirazione per realizzare un ordigno esplosivo con l'intento di danneggiare altri. Le accuse non furono rese pubbliche fino al maggio del 2012, quando Jacob Ondari, vicedirettore della pubblica accusa del Kenya, annunciò che la Lewthwaite era stata accusata in contumacia e contro di lei era stato emesso un mandato d'arresto.
La polizia keniota rivelò che quando Grant fu arrestato nel dicembre del 2011, al gruppo mancavano solo pochi giorni di preparazione per poter commettere un attacco. L'obiettivo era un hotel a Mombasa o un centro commerciale a Nairobi. Si presumeva anche che Grant avesse rinunciato volontariamente all'identità della Lewthwaite, dicendo agli agenti di polizia: "C'è qualcuno molto più grande che volete veramente; lei è la finanziatrice". Nel marzo del 2012, a seguito di una richiesta delle autorità keniote, l'Interpol emise un'allerta internazionale richiedendo l'arresto e l'estradizione della Lewthwaite. Nell'aprile del 2019, Grant venne condannato per possesso di materiali per la fabbricazione di bombe, ma assolto dall'accusa di cospirazione per commettere un atto terroristico.

### Attentato di Mombasa del 2012
Nel luglio del 2012, venne nominata come uno dei sospettati coinvolti in un attacco con granate del 24 giugno 2012 al bar Jericho a Mombasa. L'attacco avvenne durante una partita di calcio di Euro 2012 tra la Nazionale Inglese e quella Italiana. La polizia keniota comunicò che una donna corrispondente alla descrizione della Lewthwaite venne vista vicino al bar poco prima dell'attacco in cui morirono tre persone e venticinque rimasero ferite. La polizia disse che sospettavano che Samantha Lewthwaite fosse attivamente coinvolta nell'attacco terroristico al club.

### Centro commerciale Westgate
Il nome della Lewthwaite venne successivamente collegato all'attacco del settembre 2013 rivendicato da Al-Shabaab al centro commerciale Westgate a Nairobi, che provocò settantuno morti e circa duecento feriti. Nonostante le intense speculazioni dei media, questi rapporti vennero presi con cautela dai funzionari del governo britannico e per altro non ci fu' alcuna conferma del coinvolgimento della Lewthwaite come aggressore, organizzatore o raccoglitore di fondi. La stessa Al-Shabaab affermò che nessuna donna ebbe un ruolo nell'attacco. In un post su Twitter il gruppo affermò: "Abbiamo un numero adeguato di giovani che sono pienamente impegnati e non impieghiamo le nostre sorelle in tali operazioni militari".
Il 5 ottobre, le autorità keniane fecero i nomi di quattro persone che si ritiene abbiano partecipato all'attacco, che secondo loro sarebbero state tutte uccise nel conseguente stallo con le forze militari del paese. Il capo della polizia David Kimaiyo confermò anche che la Lewthwaite non era tra le persone coinvolte nell'attentato.

### Presunta presenza a Lamu
Nel giugno del 2014, la BBC riferì che fonti di sicurezza ben posizionate indicarono di avere informazioni affidabili sul fatto che Samantha Lewthwaite fosse in Kenya e che avevano lanciato una vasta operazione per trovarla. Secondo i rapporti, una donna sconosciuta, che si credeva fosse la Lewthwaite, venne scortata da agenti di polizia armati kenioti nella città costiera di Lamu, con l'apparente intenzione di visitare una base militare keniota in Somalia. La donna sarebbe poi scomparsa dopo che i funzionari dell'immigrazione le avevano negato l'ingresso nel paese. Tuttavia, il comandante della polizia di Lamu, Leonard Omollo, negò le accuse, indicando che la donna in questione era stata identificata come una turista spagnola che nel frattempo era tornata a casa.

## Anni seguenti
Nel 2014 l'agenzia di stampa russa Regnum comunicò che la Lewthwaite era stata uccisa in Ucraina da un cecchino russo. Secondo fonti russe, la Vedova Bianca sarebbe andata a combattere i ribelli filorussi come cecchino e sarebbe stata eliminata durante un combattimento. La notizia, anche se riportata dal The Daily Telegraph, non ottenne mai un riscontro ufficiale in quanto i russi non fornirono mai delle prove al riguardo.
Secondo fonti di intelligence, la Lewthwaite avrebbe eseguito un intervento di chirurgia plastica e sarebbe ingrassata per alterare il suo aspetto.
Secondo il quotidiano Mirror Online, i servizi d’intelligence somali scoprirono il coinvolgimento della donna nelle decapitazioni dell’Isis dei giornalisti James Foley e Steven Sotloff e del cooperante David Haines. Sempre quanto riportato dal quotidiano, un ufficiale dei servizi segreti somali comunicò che erano a conoscenza del fatto che la Lewthwaite fosse circondata da altri jihadisti britannici che svolgerebbero il ruolo di luogotenenti.
Nel 2018 venne comunicato che secondo alcune fonti vicine all'MI6, Samantha Lewthwaite, avrebbe una vasta gamma di contatti nello Yemen dove starebbe compiendo una enorme azione di reclutamento di donne kamikaze e jihadisti per conto di Al-Shabaab. Sembra anche che recentemente sia stata a Dubai e, le fonti dell'MI6 temono che stia tramando una serie di nuovi attacchi terroristici su Londra.
Nel febbraio del 2022 suo zio disse che pensava che fosse morta, mentre due analisti della sicurezza comunicarono che molto probabilmente era protetta in una località remota in Somalia o Tanzania.

## Nella cultura di massa
- Si dice che il personaggio di Susan Helen Danford che funge da antagonista nel film thriller d'azione Il diritto di uccidere (Eye in the Sky) sia stato fortemente ispirato dalla Lewthwaite poiché il personaggio è un bianco radicalizzato convertito all'Islam, la moglie di un noto terrorista islamista e un coordinatore di attacchi terroristici.[88][89]
- Il retroscena di uno dei principali antagonisti di 24: Live Another Day, Margot Al Hazari (conosciuta nello show come la vedova dello Yorkshire), era parzialmente basato su quello di Lewthwaite.[90]
- Il 5 agosto 2020 Netflix pubblica una docu-serie intitolata World's Most Wanted e dedica alla storia della Lewthwite un episodio: Samantha Lewthwaite: La Vedova Bianca.[66][91][92][93]